# Tetrabutylamonium

Struktura tetrabutylamonium

Tetrabutylamonium je kvartérní amoniový kation se vzorcem [N(C4H9)4]+. Používá se v laboratořích na přípravu lipofilních solí anorganických aniontů. Oproti tetraethylamonným analogům jsou tetrabutylamonné soli více lipofilní, ale hůře krystalizují.

## Příklady solí
- fluorid tetrabutylamonný, desilylační činidlo
- bromid tetrabutylamonný, prekurzor ostatních tetrabutylamonných solí, získávaných podvojnými záměnami
- hydroxid tetrabutylamonný, používaní na přípravu tetrabutylamonných solí acidobazickými reakcemi
- tetrabutylamoniumhexafluorofosfát, elektrolyt v nevodné elektrochemii